# 89-й отдельный танковый полк
89-й отде́льный линейный та́нковый Печенгский ордена Красной Звезды полк  — воинское подразделение вооружённых сил СССР в Великой Отечественной войне.

## История
Полк сформирован  06.05.1944 года на базе 363-го отдельного танкового батальона в составе 7-й армии
В составе действующей армии с 06.05.1944 по 09.05.1945 года
C 21.06.1944 года участвует в Свирско-Петрозаводской операции. Вёл бои будучи приданным частям 4-го стрелкового корпуса в Олонецком районе, участвовал в освобождении населённых пунктов Ругойла, Пиртула, Черпала, Углойла, Зуббатайра, Ильинский Погост, затем в освобождении Питкяранты. В начале июля 1944 года застрял на реке Тулемайоки, потерпев неудачу в форсировании, и только с 04.07.1944 года, при поддержке прибывших 92-го танкового полка и 275-м ОМБОНа, вооружённых плавающими танками и автомобилями-амфибиями, форсировал реку.
После переброшен в Заполярье где принял участие в Петсамо-Киркенесской операции, наступал на кандалакшинском направлении по направлению Войти-Тундра — Вуоярви, совместно со 122-й стрелковой дивизией. К началу операции опоздал, поэтому использовался для непосредственной поддержки пехоты. Отличился при освобождении Печенги.
После окончания операции до конца войны находился в Норвегии

## Полное наименование
- 89-й отдельный танковый Печенгский ордена Красной Звезды полк

## Подчинение
| Дата            | Фронт (округ)    | Армия                | Корпус | Дивизия | Бригада | Примечания |
| --------------- | ---------------- | -------------------- | ------ | ------- | ------- | ---------- |
| 01.06.1944 года | Карельский фронт | 7-я армия            | -      | -       | -       | -          |
| 01.07.1944 года | Карельский фронт | 7-я армия            | -      | -       | -       | -          |
| 01.08.1944 года | Карельский фронт | 7-я армия            | -      | -       | -       | -          |
| 01.09.1944 года | Карельский фронт | 7-я армия            | -      | -       | -       | -          |
| 01.10.1944 года | Карельский фронт | -                    | -      | -       | -       | -          |
| 01.11.1944 года | Карельский фронт | 14-я армия           | -      | -       | -       | -          |
| 01.12.1944 года | -                | 14-я отдельная армия | -      | -       | -       | -          |
| 01.01.1945 года | -                | 14-я отдельная армия | -      | -       | -       | -          |
| 01.02.1945 года | -                | 14-я отдельная армия | -      | -       | -       | -          |
| 01.03.1945 года | -                | 14-я отдельная армия | -      | -       | -       | -          |
| 01.04.1945 года | -                | 14-я отдельная армия | -      | -       | -       | -          |
| 01.05.1945 года | -                | 14-я отдельная армия | -      | -       | -       | -          |

## Командиры
- Сучков Ефим Акимович, подполковник

## Награды и наименование
| Награда (наименование)             | Дата                                       | За что получена |
| ---------------------------------- | ------------------------------------------ | --- |
| Почётное наименование «Печенгский» | Приказ ВГК № 0354 от 31 октября 1944 года  | За взятие Печенги |
| Орден Красной Звезды               | Указ Президиума ВС СССР от 14.11.1944 года | За образцовое выполнение заданий командования в боях с немецкими захватчиками, за освобождение района Никель, Ахмалахти, Сальмиярви и проявленные при этом доблесть и мужество. |